# Борисав Јовић
Борисав Јовић (Никшић, код Баточине, 19. октобар 1928 — Београд, 13. септембар 2021) био је српски и југословенски политичар и писац, који је био председник Председништва СФРЈ у периоду 1990—1991.

## Биографија
Студирао је на Економском факултету Универзитета у Београду, дипломирао 1952. а докторирао 1965. године. Током каријере био је на различитим високим државним функцијама, углавном из области друштвено-економског развоја. У мају 1974. изабран је за члана Савезног извршног већа Џемала Биједића. Био је амбасадор СФРЈ у Италији у периоду од 1975. до 1979. Године 1983. је изабран за потпредседника Скупштине Србије. Од 1988 до 1989 је био Председник Скупштине СР Србије.
Дана 28. марта 1989. године изабран је за представника Србије у Председништву СФРЈ. Био је потпредседник Председништва СФРЈ од 15. маја 1989. до 15. маја 1990. а потом председник Председништва СФРЈ од 15. маја 1990. до 15. маја 1991. Увече 15. марта 1991. поднео је оставку након што Председништво СФРЈ на седници од 12. до 15. марта 1991. као Врховна команда Оружаних снага СФРЈ није одобрило предлог Штаба Врховне команде Оружаних снага о увођењу ванредног стања у земљи, али Народна скупштина Србије није прихватила његову оставку.
Био је председник Социјалистичке партије Србије од 24. маја 1991. до 24. октобра 1992, што је претходно био Слободан Милошевић који је формално отишао с те функције (али је незванично задржао пресудни утицај у њој) јер по Уставу није могао истовремено да буде председник СПС-а и председник Србије. Када се Милошевић званично вратио на чело странке, Борисав је постао потпредседник СПС-а и остао на тој функцији до краја новембра 1995.

## Ставови
Према Бориславу Јовићу, синтагма великосрпски национализам осмишљена је у другој Југославији и уврштена у званична документа партије и државе као становиште које треба искоренити. Оптужбе за великосрпски национализам користиле су се као средство сузбијања српских интереса и легитимних питања унутар заједничке државе те одбијања разговара о правима припадника српског народа где је чинио мањину. Поред притиска борбе против великосрпског национализма која је чврсто спровођен у оквиру партије и њене високе дисциплине, СР Србија је створена састављена од две аутономне покрајине са широким опсегом права која су их неретко доводила у сукобљавање са Београдом. Академици научници, професори, директори предузећа и други припадници елита који су заступали интересе Србије, били су смењивани и маргинализовани. Према концепту комунистичке власти, Срби из Србије требали су да буду први међу борцима против великосрпског национализма. Иста синтагма се користила током ратова деведесетих, у периоду транзиције као и на суђењима у оквиру Хашког трибунала.
Јовић сматра да ће се пропагандна синтагма о великосрпском национализму користити све док и последњи Србин не буде протеран у матицу Србију.
Као близак сарадник Слободана Милошевића, Борислав Јовић је писао о његовом стилу владања. Према Јовићу, он је владао аутократски, кршећи све процедуре и статуте, на државном као и партијском нивоу. Његов апсолутизам је често деловао као оштрији у односу на апсолутизам за време власти Тита. Милошевић није подносио критику свог мишљења или различито мишљење изражено у јавности и био је изразито сујетан. Непокорне сараднике је смењивао или их приморавао да поднесу оставке. Он је желео да прихвати Венс-Овенов план, што су Срби из Босне и Херцеговини одбили, што га је разгневило.
Директно и непрестано је утицао на медије, пошто је веровао да се за народ оно што није приказано у медијима није ни догодило. Јовић наводи да је због одбијања да саслуша и пошто није имао око себе озбиљне аналитичаре и саветнике, већ послушнике, Милошевић правио низ грешака и погрешних процена у националној и државној политици.

## Одабрана дела
- Jović, Borisav (1988). Akcija za promene. Beograd: Ekonomika.
- Јовић, Борисав (1989). Датум за историју: 28. март 1989. Београд: Београдски издавачко-графички завод.
- Јовић, Борисав (1992). Комадање Југославије. Београд: Политика.
- Јовић, Борисав (1995). Последњи дани СФРЈ: Изводи из дневника (1 изд.). Београд: Политика.
  - Јовић, Борисав (1996) [1995]. Последњи дани СФРЈ (2 изд.). Београд: Ауторско издање.
- Jović, Borisav (2001). Knjiga o Miloševiću. Beograd: Nikola Pašić.
- Jović, Borisav (2009). Od Gazimestana do Haga: Vreme Slobodana Miloševića. Beograd: Metaphysica.
- Јовић, Борисав (2010). Политички лавиринт деведесетих: Интервју британској телевизији BBC. Београд: Службени гласник.
- Јовић, Борисав (2014). Зашто бих ћутао. Београд: Новости.
- Jović, Borisav (2016). Kako su Srbi izgubili vek: Tragična sudbina Srba u zajedničkoj državi. Beograd: Službeni glasnik.